# 巨稻鼠
巨稻鼠（Megalomys）是嚙齒目倉鼠科下的一個屬，含有以下物種：

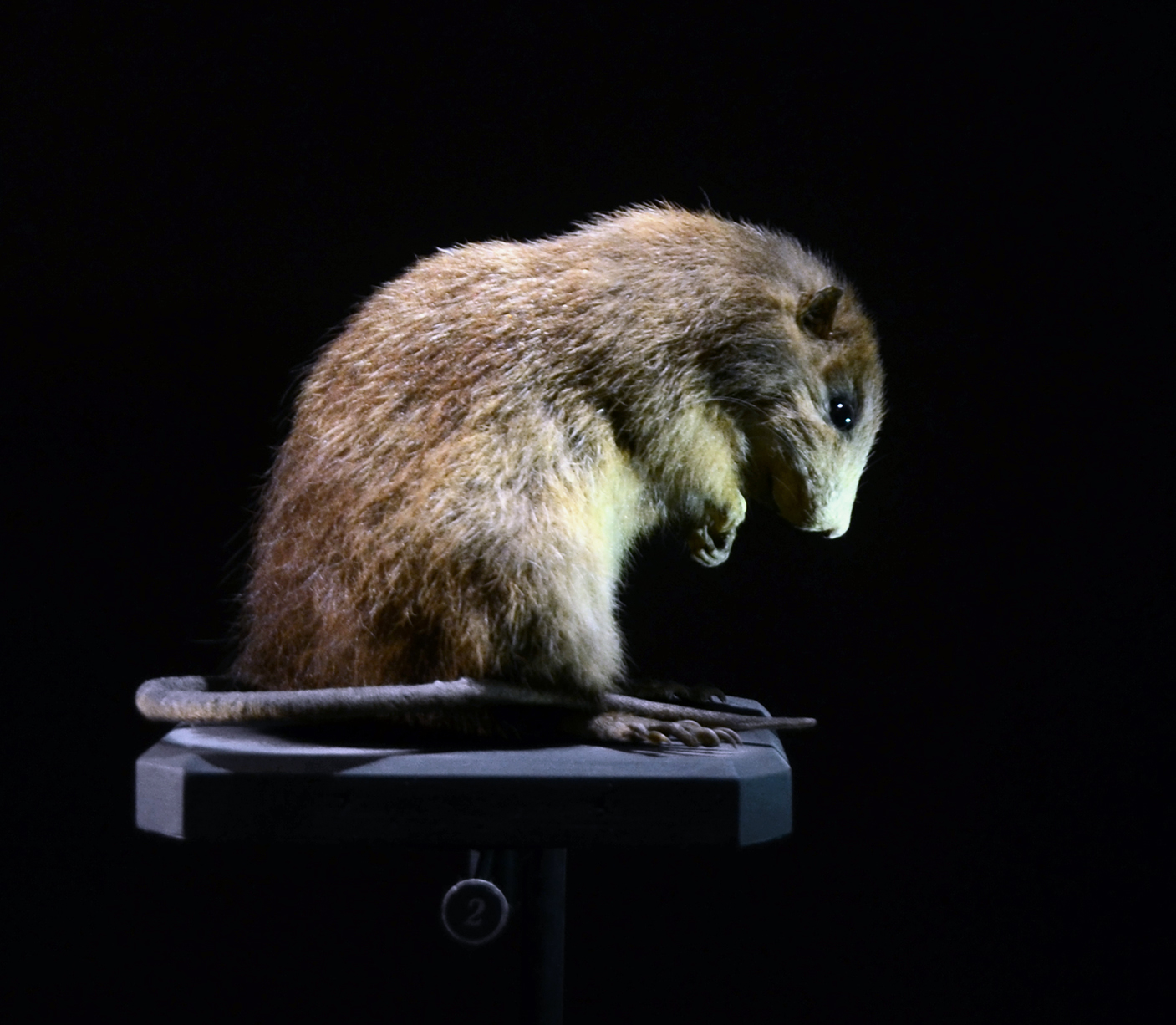
圣卢西亚巨稻鼠

- 巴布达巨稻鼠 (Megalomys audreyae)
- 库拉索巨稻鼠 ([Megalomys curazensis)
- 安地列斯巨稻鼠 (Megalomys desmarestii)
- 巴巴多斯巨稻鼠 (Megalomys georginae)
- 圣卢西亚巨稻鼠 (Megalomys luciae)